# Синеспинный лесной певун
Синеспи́нный лесно́й певу́н (лат. Setophaga caerulescens) — вид птиц семейства древесницевых.

## Описание
У самцов синеспинного лесного певуна на нижней стороне оперение белое, горло, лицо и бока чёрные. Верхняя сторона тёмно-синего цвета. У самок оливково-коричневая верхняя сторона с тёмными перьями крыльев и хвоста, и светло-жёлтая нижняя сторона, кроме того, серая макушка на голове. Под глазом у самки белый полукруг глазницы, над глазом белая полоса. Ещё не половозрелые молодые самцы похожи на взрослых самцов, только оперение верхней стороны у них зеленоватое. У обоих полов имеются белые пятна на крыльях, которые тем не менее не всегда заметны. Ноги, глаза и маленький тонкий острый клюв чёрного цвета.

## Распространение
В период гнездования обитает в смешанных лиственных лесах или густом подлеске с кустарниками  юго-западнее Онтарио и на севере Миннесоты, к югу от Нью-Йорка и Пенсильвании. Зимой мигрирует в тропические леса в Центральную Америку, в том числе на Антильские острова и на другие острова Карибского моря. Изредка можно встретить также и в Западной Европе.

## Питание
Питание преимущественно состоит из насекомых, которых он выслеживает в низкой растительности или ловит в полёте. Зимой в рационе присутствуют плоды, ягоды и семена. Синеспинный лесной певун играет важную роль для североамериканских лесов, так как он уничтожает многих вредителей и гусениц вредных насекомых.

## Размножение
Самка строит гнездо в форме чашки из коры, сухих листьев и паутины, которые скрепляет между собой с помощью слюны. В гнезде от 2 до 5 яиц. Птенцы появляются примерно через 12—13 дней.